# هناگهووالا
هناگهووالا (به لاتین: Henagehuwala) یک منطقهٔ مسکونی در سری‌لانکا است که در استان مرکزی (سری‌لانکا) واقع شده‌است.